# Louis Guillaume Ténint
Louis Guillaume Ténint, född den 20 maj 1817 i Paris, död den 25 april 1879 i Stockholm, var en fransk litteratör och språklärare.
Ténint bosatte sig 1857 i Stockholm, var 1862-73 lärare i franska språket vid krigsskolan på Karlberg och blev 1866 translator vid franska legationen. Under flera år skrev han i "Aftonbladet" och därefter någon tid i "Nya Dagligt Allehanda" en veckorevy på franska, särskilt avsedd att för utlandet belysa märkligare tilldragelser inom Sverige. I samma syfte författade han åtskilliga korrespondensartiklar till franska tidningar. Mera omfattande var hans verksamhet som översättare från svenska till franska. Så översatte han flera officiella handlingar och historiska arbeten bl.a. myntkommissionens betänkande av 1870 och Bernhard von Beskows "Om Gustaf den tredje såsom konung och menniska" ("Gustave III, jugé comme roi et comme homme", I, 1868), varjämte han även sökte i bunden form återge valda stycken ur Tegnérs, Runebergs, Karl XV:s och Oskar II:s samlade arbeten.